# Liste der Baudenkmäler in Mölten
Die Liste der Baudenkmäler in Mölten (italienisch Meltina) enthält die 19 als Baudenkmäler ausgewiesenen Objekte auf dem Gebiet der Gemeinde Mölten in Südtirol.
Basis ist das im Internet einsehbare offizielle Verzeichnis der Baudenkmäler in Südtirol. Dabei kann es sich beispielsweise um Sakralbauten, Wohnhäuser, Bauernhöfe und Adelsansitze handeln. Die Reihenfolge in dieser Liste orientiert sich an der Bezeichnung, alternativ ist sie auch nach der Adresse oder dem Datum der Unterschutzstellung sortierbar.

## Liste
| Foto |                 | Bezeichnung                                                                        | Standort                                                     | Eintragung                   | Beschreibung                                     | Metadaten                                             |
| ---- | --------------- | ---------------------------------------------------------------------------------- | ------------------------------------------------------------ | ---------------------------- | ------------------------------------------------ | ----------------------------------------------------- |
| ja   | Datei hochladen | Backhaus beim Gasser ID: 16071                                                     | 46° 33′ 51″ N, 11° 15′ 55″ O Fraktion: Verschneid            | 29. Aug. 1983 (BLR-LAB 4993) | Backofen Tarneller-Nr. 1899                      | KG: Mölten Bauparzelle: 293                           |
| ja   | Datei hochladen | Burkhart und Neuhaus in Verschneid ID: 16072                                       | 46° 33′ 49″ N, 11° 15′ 54″ O Fraktion: Verschneid            | 29. Aug. 1983 (BLR-LAB 4993) | Ländliches Wohnhaus/Bauernhof Tarneller-Nr. 1900 | KG: Mölten Bauparzelle: 299, 300                      |
| ja   | Datei hochladen | Eder ID: 16070                                                                     | 46° 33′ 49″ N, 11° 15′ 56″ O Fraktion: Verschneid            | 29. Aug. 1983 (BLR-LAB 4993) | Ländliches Wohnhaus/Bauernhof Tarneller-Nr. 1901 | KG: Mölten Bauparzelle: 288                           |
| ja   | Datei hochladen | Genspann ID: 16060                                                                 | 46° 35′ 16″ N, 11° 15′ 23″ O Fraktion: Mölten                | 29. Aug. 1983 (BLR-LAB 4993) | Ländliches Wohnhaus/Bauernhof                    | KG: Mölten Bauparzelle: 45                            |
| ja   | Datei hochladen | Gschnofer mit Backofen ID: 16069                                                   | 46° 33′ 50″ N, 11° 15′ 58″ O Fraktion: Verschneid            | 29. Aug. 1983 (BLR-LAB 4993) | Ansitz Tarneller-Nr. 1897                        | KG: Mölten Bauparzelle: 265, 722 Grundparzelle: 290/1 |
| ja   | Datei hochladen | Hilber ID: 16065                                                                   | 46° 34′ 37″ N, 11° 14′ 10″ O Fraktion: Schlaneid             | 29. Aug. 1983 (BLR-LAB 4993) | Ländliches Wohnhaus/Bauernhof Tarneller-Nr. 1805 | KG: Mölten Bauparzelle: 217/1, 217/2                  |
| ja   | Datei hochladen | Kugler ID: 16067                                                                   | 46° 34′ 22″ N, 11° 15′ 26″ O Fraktion: Versein               | 29. Aug. 1983 (BLR-LAB 4993) | Ländliches Wohnhaus/Bauernhof Tarneller-Nr. 1885 | KG: Mölten Bauparzelle: 251                           |
| ja   | Datei hochladen | Parlifl ID: 16061                                                                  | 46° 35′ 17″ N, 11° 15′ 38″ O Fraktion: Mölten                | 29. Aug. 1983 (BLR-LAB 4993) | Ländliches Wohnhaus/Bauernhof                    | KG: Mölten Bauparzelle: 89/1                          |
| ja   | Datei hochladen | Pfarrkirche Maria Himmelfahrt mit Friedhofskapelle St. Anna und Friedhof ID: 16057 | 46° 35′ 11″ N, 11° 15′ 22″ O Fraktion: Mölten                | 29. Aug. 1984 (BLR-LAB 4993) | Kirche                                           | KG: Mölten Bauparzelle: 1, 2 Grundparzelle: 1         |
| ja   | Datei hochladen | Pfarrwidum ID: 16058                                                               | 46° 35′ 11″ N, 11° 15′ 20″ O Fraktion: Mölten                | 24. Aug. 1992 (BLR-LAB 4886) | Widum/Kanonikerhaus Tarneller-Nr. 1833           | KG: Mölten Bauparzelle: 7                             |
| ja   | Datei hochladen | Reisergass 5-7 ID: 16059                                                           | Reisergass 5-7 46° 35′ 17″ N, 11° 15′ 18″ O Fraktion: Mölten | 29. Aug. 1983 (BLR-LAB 4993) | Ländliches Wohnhaus/Bauernhof                    | KG: Mölten Bauparzelle: 34                            |
| ja   | Datei hochladen | St. Georg in Versein ID: 16066                                                     | 46° 33′ 59″ N, 11° 15′ 13″ O Fraktion: Versein               | 29. Aug. 1983 (BLR-LAB 4993) | Kirche                                           | KG: Mölten Bauparzelle: 231                           |
| ja   | Datei hochladen | St. Jakob auf Langfenn ID: 16073                                                   | 46° 35′ 7″ N, 11° 16′ 53″ O Fraktion: Verschneid             | 29. Aug. 1983 (BLR-LAB 4993) | Kirche                                           | KG: Mölten Bauparzelle: 344                           |
| ja   | Datei hochladen | St. Silvester und Blasius mit Friedhof in Verschneid ID: 16068                     | 46° 33′ 52″ N, 11° 15′ 57″ O Fraktion: Verschneid            | 29. Aug. 1983 (BLR-LAB 4993) | Kirche                                           | KG: Mölten Bauparzelle: 264 Grundparzelle: 2032       |
| ja   | Datei hochladen | St. Ulrich in Gschleier ID: 16062                                                  | 46° 35′ 15″ N, 11° 14′ 26″ O Fraktion: Mölten                | 29. Aug. 1983 (BLR-LAB 4993) | Kirche                                           | KG: Mölten Bauparzelle: 134                           |
| ja   | Datei hochladen | St. Valentin in Schlaneid ID: 16063                                                | 46° 34′ 33″ N, 11° 14′ 15″ O Fraktion: Schlaneid             | 29. Aug. 1983 (BLR-LAB 4993) | Kirche                                           | KG: Mölten Bauparzelle: 202                           |
| ja   | Datei hochladen | Stadel des Binderhofes ID: 50508                                                   | 46° 33′ 51″ N, 11° 15′ 51″ O Fraktion: Verschneid            | 29. Sep. 2008 (BLR-LAB 3507) | Stadel                                           | KG: Mölten Bauparzelle: 297                           |
| ja   | Datei hochladen | Ursch mit Backofen und Bildstock ID: 16064                                         | 46° 34′ 33″ N, 11° 14′ 14″ O Fraktion: Schlaneid             | 29. Aug. 1983 (BLR-LAB 4993) | Ländliches Wohnhaus/Bauernhof Tarneller-Nr. 1808 | KG: Mölten Bauparzelle: 213, 214, 445                 |
| ja   | Datei hochladen | Wirtschaftsgebäude des Oberschlosserhofes ID: 50168                                | 46° 33′ 56″ N, 11° 15′ 58″ O Fraktion: Verschneid            | 11. Okt. 1999 (BLR-LAB 4430) | Stadel                                           | KG: Mölten Bauparzelle: 329/2                         |

Falls bei einem Baudenkmal keine Koordinaten bekannt sind, werden ersatzweise die Katasterdaten zum Zeitpunkt der Unterschutzstellung angegeben. Diese sind weder offiziell noch zwingend aktuell.
Die vom Landesdenkmalamt übernommenen Adressen können veraltet sein.
| Foto:   | Fotografie des Denkmals. Klicken des Fotos erzeugt eine vergrößerte Ansicht. Daneben finden sich zwei Symbole: |
| ID      | Identifikator beim Südtiroler Landesdenkmalamt                                                                 |
| KG      | Katastralgemeinde                                                                                              |
| MD      | Ministerialdekret                                                                                              |
| BLR-LAB | Beschluss der Landesregierung – Landesausschussbeschluss                                                       |